# Shitang, Guangdong
Shitang är en köping i sydöstra Kina. Den ligger i Renhua härad i staden Shaoguan i provinsen Guangdong,  omkring 220 kilometer norr om provinshuvudstaden Guangzhou. Antalet invånare är 9 138. Befolkningen består av 4 472 kvinnor och 4 666 män. Barn under 15 år utgör 19,0 %, vuxna 15-64 år 67 %, och äldre över 65 år 12,0 %.